# Eugène Olivier
Eugène Victor Olivier (París, 17 de setembre de 1881 – París, 5 de maig de 1964) va ser un tirador francès que va competir a principis del segle xx.
El 1908 va prendre part en els Jocs Olímpics de Londres, on disputà dues proves del programa d'esgrima. En la competició d'espasa individual guanyà la medalla de bronze, en quedar rere els seus compatriotes Gaston Alibert i Alexandre Lippmann. En canvi en la competició d'espasa per equips, formant equip amb Herman Georges Berger, Charles Collignon i Gaston Alibert, guanyà la medalla d'or.